# 괘릉초등학교
괘릉초등학교는 대한민국 경상북도 경주시에 있는 공립 초등학교이다.

## 학교 연혁
- 1959년 12월 10일 영지초등학교 괘릉분교 설립인가
- 1963년 3월 2일 괘릉국민학교 개교

## 참고 자료
- 괘릉초등학교 - 한국교육학술정보원 학교알리미